# بايبر بيه إيه-23
بايبر بيه إيه-23 (بالإنجليزية: Piper PA-23)‏ هي طائرة خفيفة بمحركين، وأربعة مقاعد. أنتجت في 1952 بالولايات المتحدة. من صناعة بايبر للطائرات. كان أول طيران لها في 2 مارس 1952. ومازالت في الخدمة حتى الآن. صنع منها 6,976 طائرة.